# Petit Lion
Leo Minor
Pour les articles homonymes, voir Lion (homonymie).
Le Petit Lion est une constellation de l’hémisphère nord. Comme beaucoup d’autres constellations modernes, elle ne comporte que peu d’étoiles vraiment lumineuses. En fait, six d’entre elles seulement dépassent la magnitude apparente 5.

## Histoire
Cette constellation a été introduite par l’astronome polonais Johannes Hevelius vers 1660 (dans un ouvrage publié en 1690, après sa mort) pour combler un espace entre la Grande Ourse et le Lion.

## Observation des étoiles

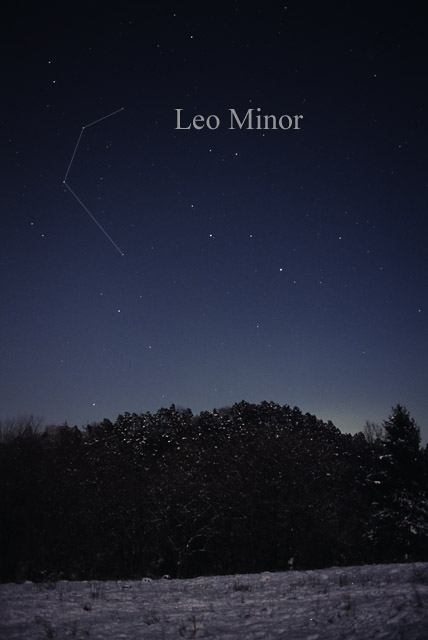
Constellation du Petit Lion.

Visibilité nocturne de la constellation.

### Localisation de la constellation
La constellation est encadrée par deux constellations très faciles à identifier, la Grande Ourse au nord, et le Lion au sud. Elle se situe sous les trois petites paires d'étoiles qui forment les pattes de la Grande Ourse, les « sauts de gazelle ».

### Forme de la constellation
La constellation est bien trop faible pour avoir une forme identifiable.
L'étoile la plus brillante de la constellation, 46 LMi (également ο UMa), se situe à sa limite Est. Elle se situe dans l'alignement formé par la paire du milieu des « sauts de gazelle », λ et μ UMa, et à la hauteur du premier « saut de gazelle ». Si les conditions de visibilité sont excellentes, on la voit accompagnée de deux petites étoiles côté Sud-Est, qui appartiennent à la Grande Ourse: la limite moderne passe juste à cet endroit.
β LMi se situe ~5° plus à l'ONO, immédiatement au sud de la paire médiane λ et μ UMa.

## Étoiles principales

### Praecipua (46 Leonis Minoris)
L’étoile la plus brillante de la constellation est 46 Leonis Minoris, également connue sous le nom de Praecipua, mot latin signifiant « principale ». Il s’agit d’ailleurs du seul exemple d’étoile désignée uniquement par son numéro de Flamsteed qui soit la plus brillante d’une constellation[réf. nécessaire].
Il s’agit d’une géante orange, de magnitude apparente 3,79 soit 8,2 fois plus grande que le Soleil.

### Autres étoiles
La deuxième étoile de la constellation est β Leonis Minoris qui atteint la magnitude de 4,20.
R Leonis Minoris est une étoile variable de type Mira dont la magnitude apparente varie entre 6,3 et 13,2, sur une période de 372 jours.
TYC 2505-672-1 est une binaire à éclipses. Il s'agit du système binaire à éclipses ayant à la fois plus longue période connue, 69,1 ans, et la durée d'éclipse la plus longue, soit environ 3,5 ans.

## Objets célestes
Le Petit lion abrite trois galaxies spirales — NGC 2955, NGC 3344 et NGC 3486 —, une galaxie spirale barrée — NGC 3504 — et une galaxie lenticulaire — NGC 2859.